# 三氯化钼
三氯化钼是一种无机化合物，为钼的氯化物之一，化学式为MoCl3，它有α型和β型两种晶型。

## 制备
五氯化钼和氢气、钼、氯化亚锡等还原剂发生还原反应，可以制得三氯化钼：
{\displaystyle {\mathsf {MoCl_{5}+H_{2}\ {\xrightarrow {250^{o}C}}\ MoCl_{3}+2HCl}}}
{\displaystyle {\mathsf {3MoCl_{5}+2Mo\ {\xrightarrow {T}}\ 5MoCl_{3}}}}
{\displaystyle {\mathsf {MoCl_{5}+SnCl_{2}\ {\xrightarrow {\ }}MoCl_{3}+SnCl_{4}}}}
它也能在四氯化钼的歧化反应中产生：
{\displaystyle {\mathsf {2MoCl_{4}\ {\xrightarrow {T}}\ MoCl_{3}+MoCl_{5}}}}
氯化氢通过热的三溴化钼可以得到三氯化钼：
{\displaystyle {\mathsf {2MoBr_{3}+3HCl\ {\xrightarrow {T}}\ MoCl_{3}+3HBr}}}
氯化汞氧化金属钼，也能得到三氯化钼。